# André Lurçat
André Lurçat (Bruyères, 27 de agosto de 1894 – París, 11 de julio de 1970) fue un arquitecto modernista francés, hermano menor del pintor y tapicero Jean Lurçat, conocido por promover la modernidad en la arquitectura del paisaje; tomó firme posición, en contra de los defensores del Existenzminimum, que todas las viviendas sociales debían incluir jardines.
Lurçat estudió en la Escuela de Bellas Artes de Nancy y se graduó en la Escuela de Bellas Artes de París en 1923. Empezó a trabajar en el estudio de Robert Mallet-Stevens. En 1924, con el apoyo de su hermano, construyó un conjunto de estudios para artistas que lo convirtió en uno de los arquitectos más modernos del momento. Se interesó particularmente en la edificación de viviendas públicas y sociales. En 1928 fue miembro fundador del Congreso Internacional de Arquitectura Moderna organizado por Le Corbusier.
En 1933, tras la construcción del edificio para el groupe scolaire Karl-Marx en Villejuif, fue invitado a trabajar en Moscú para el gobierno soviético, donde permaneció de 1934 a 1937.
De regreso a Francia colaboró en la fundación del Front national des architectes résistants y dirigió la reconstrucción de la ciudad francesa de Maubeuge tras la Segunda Guerra Mundial, en 1945. Fue profesor en la Escuela Nacional Superior de Artes Decorativas de París, miembro de la junta directiva del consejo de arquitectos del Ministerio de reconstrucción y Urbanismo, y profesor de la Escuela de Bellas Artes de París de 1945 hasta 1947.

## Edificios remarcables

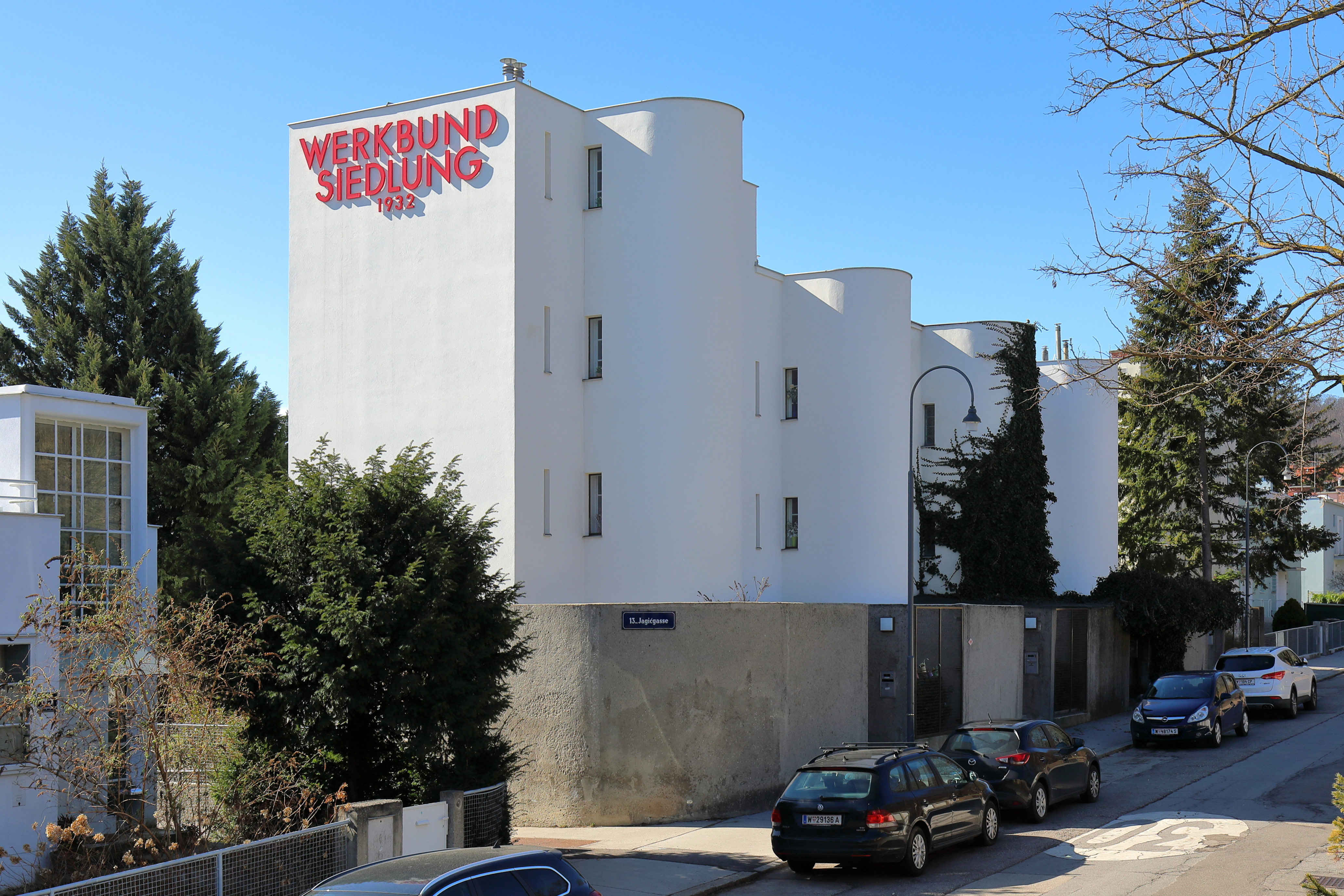
Edificio «Werkbundsiedlung» en Viena.

- 1924-26: ocho casas para artistas en la Townshend House, la casa Quillé[1] y una casa para su hermano Jean Lurçat[2] en la Villa Seurat, Paris 14e, la Villa Bomsel[3] construida en 1925-26 para el abogado Edmond Bomsel en Versailles, y la Villa Michel[4] construida para la familia de su esposa, también en  Versailles;
- 1926-27: Villa Guggenbühl,[5] en Paris 14e ;
- 1929: Hôtel Nord-Sud[6] en Calvi ;
- 1931-32: Villa Hefferlin, Ville-d'Avray inscrita como monumento histórico de Francia desde 1974;[7]
- 1932-33: Grupo escolar Karl-Marx, Villejuif, clasificada como monumento histórico de Francia desde el año 1996;[8]
- 1945: plan de reconstrucción de Maubeuge[9] y entre 1946 y 1969 edificación de diversos inmuebles (residenciales y comerciales), de casas individuales, del hôtel de ville, de la iglesia de Saint-Pierre-et-Saint-Paul de Maubeuge,[10] y de escuelas y edificios sociales para albergue de familias;[11]
- 1946-67: edificación de cités (con un poco más de 4000 viviendas), de grupos escolares, un palacio de deportes y una guardería en  Saint-Denis;[12]
- 1950: Casa en Sceaux, donde habitó con su familia a partir del año 1950; toda la parcela fue inscrita como monumento histórico de Francia;[13]
- 1950-67: edificación de cités (con 1200 alojamientos), de grupos escolares, del estadio municipal y del hôtel de ville, Le Blanc-Mesnil;[14]
- 1957-62: grupo escolar en Ivry-sur-Seine.

## Obras
- Architecture, Paris, Au Sans Pareil, 1929
- Formes, composition et lois d'harmonie. Éléments d'une science de l'esthétique architecturale, Paris, Éditions Vincent, Fréal & Cie, 1953
- Œuvres récentes", Paris, Éditions Vincent, Fréal & Cie, 1961